# Normal I
Normal I is een bestuurslaag in het regentschap Lembata van de provincie Oost-Nusa Tenggara, Indonesië. Normal I telt 362 inwoners (volkstelling 2010).